# Joshua Marston
Joshua Jacob Marston (condado de Los Ángeles, California, 13 de agosto de 1968) es un guionista y director de cine estadounidense.
Se graduó en la Beverly Hills High School. Trabajó en París como becario para la revista Life. Su principal obra es el largometraje María llena eres de gracia (2004), protagonizado por la actriz colombiana Catalina Sandino. En 2011 realizó The Forgiveness of Blood, premiada en la Berlinale.
- Datos: Q1708588